# 118 г. пр.н.е.
118 (сто и осемнадесета) година преди новата ера (пр.н.е.) е година от доюлианския (Помпилийски) римски календар.

## Събития

### В Римската република
- Консули са Марк Порций Катон и Квинт Марций Рекс.
- След смъртта на консула Катон, суфектконсул става Квинт Елий Туберон.[1]
- Римляните основават колония Нарбо Марциус, столица на провинция Нарбонска Галия.[2]

### В Нумидия
- Умира цар Миципса. Царството му е наследено и разделено от синовете му Хиемпсал I, Адхербал и племенника/осиновен син Югурта.[1]

### В Египет
- 28 април – помирените владетели на Египет Птолемей VIII, Клеопатра II и Клеопатра III издават общ декрет за амнистия.[2]

## Родени
- Лукул, римски политик и пълководец (умрял 56 г. пр.н.е.)
- Марк Порций Катон, консул през тази година
- Луций Корнелий Сизена, римски, сенатор и оратор (умрял 67 г. пр.н.е.)

## Починали
- Миципса, цар на Нумидия

Бележки: